# Aigneville
Aigneville település Franciaországban, Somme megyében. Lakosainak száma 904 fő (2022. január 1.). Aigneville Acheux-en-Vimeu, Buigny-lès-Gamaches, Chepy, Embreville, Feuquières-en-Vimeu, Fressenneville, Maisnières és Tours-en-Vimeu községekkel határos.

## Népesség
A település népességének változása:
| Lakosok száma | 663  | 630  | 635  | 799  | 872  | 878  | 890  | 896  | 899  | 904  |
|               | 1968 | 1982 | 1990 | 2006 | 2013 | 2015 | 2017 | 2019 | 2020 | 2022 |